# Rdesktop
Rdesktop — открытый клиент для сервера терминалов Windows NT и Windows 2000/2003/2008/2012 (RDP), предназначенный для доступа терминального клиента к рабочему столу Windows.
Rdesktop в настоящее время работает на платформах большинства UNIX. Rdesktop был первоначально написан Мэтью Чапманом.

## Использование
```
rdesktop -u логин -p пароль -f -k en-us <IP сервера>  

или 
rdesktop <IP сервера> -f -y -u пользователь -p пароль
```

Например, вместо изображения на весь экран, ключ -f, можно указать в изображение в окне, например -g800x600 или любое другое разрешение
В отличие от mstsc,  rdesktop  не имеет меню "свернуть сеанс",  нажатие "ALT + CTRL + Enter"  позволяет выйти из полноэкранного режима, повторное нажатие возвращает в предыдущее состояние.
В версии 1.7.0 были устранены проблемы с русской раскладкой клавиатуры при работе с терминальным сервером.

## Дополнительные параметры программы
Применение: rdesktop [опция] сервер[:порт]
- -u имя пользователя
- -d домен
- -s оболочка
- -p пароль (указание "-" приказывает спросить пароль перед соединением)
- -n имя хоста клиента
- -k раскладка клавиатуры
- -g разрешение окна (ШИРИНАхВЫСОТА)
- -f полноэкранный режим
- -b принудительно обновить кеш точечных рисунков
- -L локальная кодировка
- -A использовать режим SeamlessRDP
- -B использовать BackingStore X-сервера
- -e отключить шифрование (French TS)
- -E отключить шифрование от клиента к серверу
- -m не отправлять события движения курсора мыши
- -С использовать свою палитру цветов
- -D спрятать декорации окон
- -K сохранить сочетания клавиш окон
- -S размер надписей кнопок (режим простого приложения)
- -T заголовок окна
- -N синхронизировать состояние NumLock
- -X вставлять в другое окно с заданным идентификатором.
- -a глубина цвета соединения
- -z включить сжатие RDP
- -x RDP5 experience (m[odem 28.8], b[roadband], l[an] or hex nr.)
- -P постоянно кешировать точечные рисунки
- -r использовать перенаправление указанного устройства (может использоваться несколько раз)
- -0 присоединить к консоли
- -4 использовать RDP версии 4
- -5 использовать RDP версии 5